# Uzdowo (gromada)
Uzdowo – dawna gromada, czyli najmniejsza jednostka podziału terytorialnego Polskiej Rzeczypospolitej Ludowej w latach 1954–1972.
Gromady, z gromadzkimi radami narodowymi (GRN) jako organami władzy najniższego stopnia na wsi, funkcjonowały od reformy reorganizującej administrację wiejską przeprowadzonej jesienią 1954 do momentu ich zniesienia z dniem 1 stycznia 1973, tym samym wypierając organizację gminną w latach 1954–1972.
Gromadę Uzdowo z siedzibą GRN w Uzdowie utworzono – jako jedną z 8759 gromad na obszarze Polski – w powiecie działdowskim w woj. olsztyńskim na mocy uchwały nr 12 WRN w Olsztynie z dnia 4 października 1954. W skład jednostki weszły obszary dotychczasowych gromad Uzdowo, Szenkowo i Kramarzewo ze zniesionej gminy Filice oraz obszar dotychczasowej gromady Myślęta ze zniesionej gminy Żabiny w tymże powiecie. Dla gromady ustalono 10 członków gromadzkiej rady narodowej.
Gromadę zniesiono 31 grudnia 1961, a jej obszar włączono do gromad Ruszkowo (wsie Uzdowo i Kramarzewo), Burkat (wieś Szenkowo) i Żabiny (wieś Myślęta) w tymże powiecie. Na okres 11 lat Uzdowo utraciło funkcje administracyjne. Powróciło do nich dopiero 1 stycznia 1973, kiedy to w powiecie działdowskim utworzono gminę Uzdowo (choć tylko na 3,5 lata).